# الفرط (المهرة)

تعديل مصدري - تعديل

الفرط هي إحدى قرى مديرية المسيلة التابعة لمحافظة المهرة، بلغ تعداد سكانها 321 نسمة حسب تعداد اليمن لعام 2004.